# Knížecí les
Knížecí les este o arie protejată (arie specială de conservare — SAC, sit de importanță comunitară — SCI) din Republica Cehă întinsă pe o suprafață de 11,38 ha, integral pe uscat.

## Localizare
Centrul sitului Knížecí les este situat la coordonatele 49°00′00″N 16°38′18″E / 49°N 16.638333°E.

## Înființare
Situl Knížecí les a fost declarat sit de importanță comunitară în aprilie 2005 pentru a proteja 1 specie de animale. Situl a fost protejat și ca arie specială de conservare în iulie 2012.

## Biodiversitate
Situată în ecoregiunea panonică, aria protejată nu include niciun habitat protejat.
La baza desemnării sitului se află o specie protejată de  amfibieni: buhai de baltă cu burta roșie (Bombina bombina).